# Симфония камней
Симфония камней (арм. Քարերի սիմֆոնիա или «Базальтовый орган», арм. Բազալտե երգեհոն) — скальный массив с проявлением столбчатой отдельности базальта, расположенный в ущелье реки Азат, недалеко от посёлка Гарни Котайкской области Республики Армении. В народе называется «Базальтовый орган», так как его внешние слои своим видом напоминают одноимённый музыкальный инструмент. Является уникальным памятником природы Армении и охраняется государством.
Состоит из огромных парадоксально симметричных шестиугольных и пятиугольных базальтовых колонн высотой около 50 метров. Колонны образовались около 40 млн лет назад, когда лава с близлежащих гор стекала в ущелье Гарни. Лава быстро остыла и кристаллизовалась.
Известная туристическая достопримечательность, которую многие[уточнить] считают одним из самых великолепных чудес природы в Армении.
Аналогичные скальные массивы в форме прямых труб существуют в некоторых других странах. Так известно о «Мостовой гигантов» в Северной Ирландии, пещере Фингал в Шотландии, водопаде Свартифосс в Исландии, Башне дьявола в США.
Включена в список объектов ЮНЕСКО.